# Kapusta z grochem

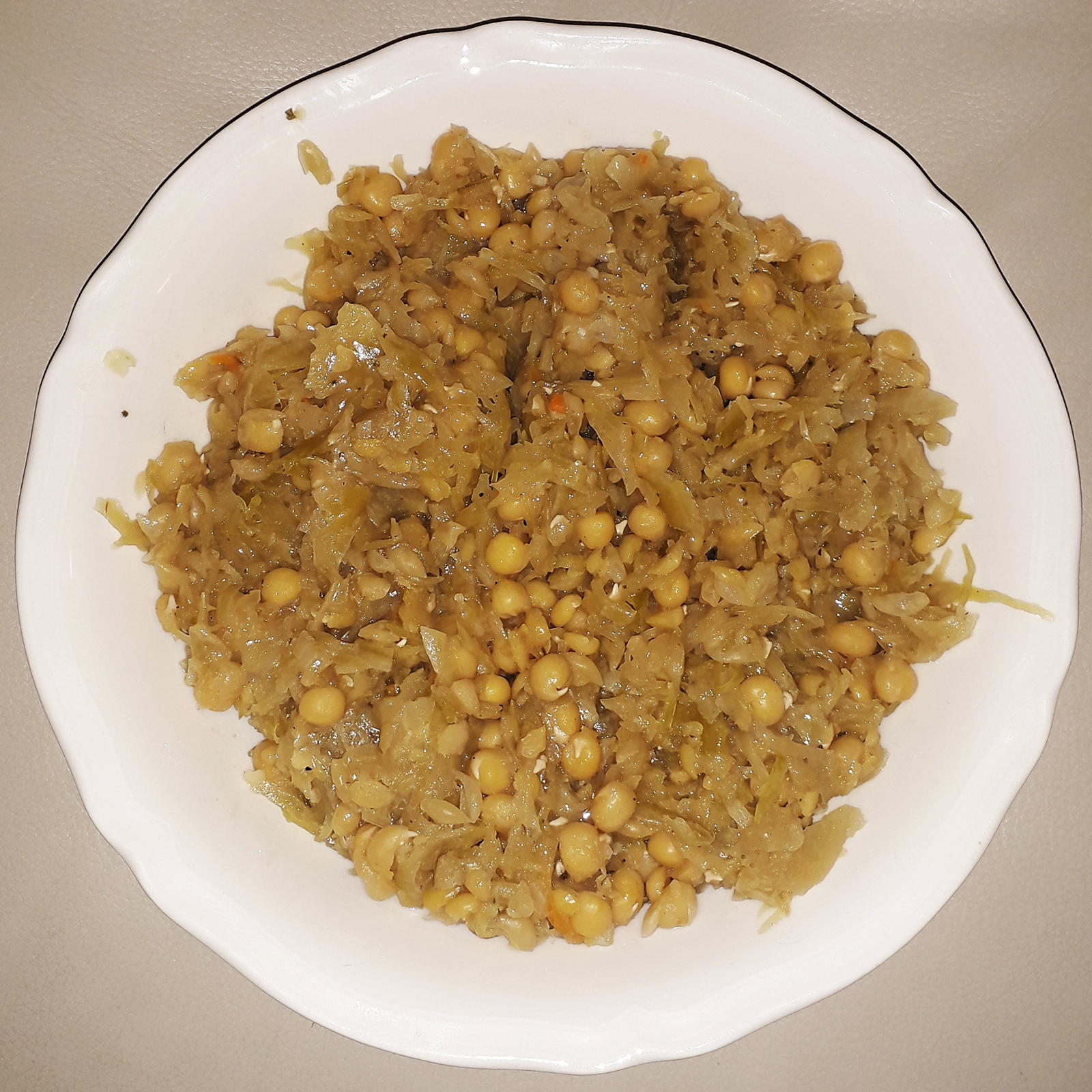
Kapusta z grochem

Kapusta z grochem – tradycyjna polska potrawa podawana często podczas wieczerzy wigilijnej. Podstawowymi składnikami dania są: łuskany groch, kiszona kapusta i przyprawy. W Wielkopolsce nazywana ciupką z grochem.

## Historia i tradycja
Na terenie Polski kapustę oraz groch uprawia się już od  ponad tysiąca lat. Kapusta była na tyle popularna, że uprawiano ją na terenie całego kraju i spożywano przez cały rok. Aby urozmaicić monotonną dietę, dodawano do kapusty różnego rodzaju dodatki. Dużą popularnością cieszyło się połączenie kapusty z grochem, którą dodatkowo okraszano smalcem lub słoniną. To danie serwowane było głównie w Polsce środkowej na wyjątkowe okazje. Żadne wesele nie mogło obejść się bez grochu z kapustą. Istniała także wersja postna, którą podawano w czasie wieczerzy wigilijnej lub podczas Wielkanocy. Do dziś groch z kapustą pojawia się na polskich stołach jako podstawowe danie wigilijne.

## Sposób przygotowania (wersja postna)

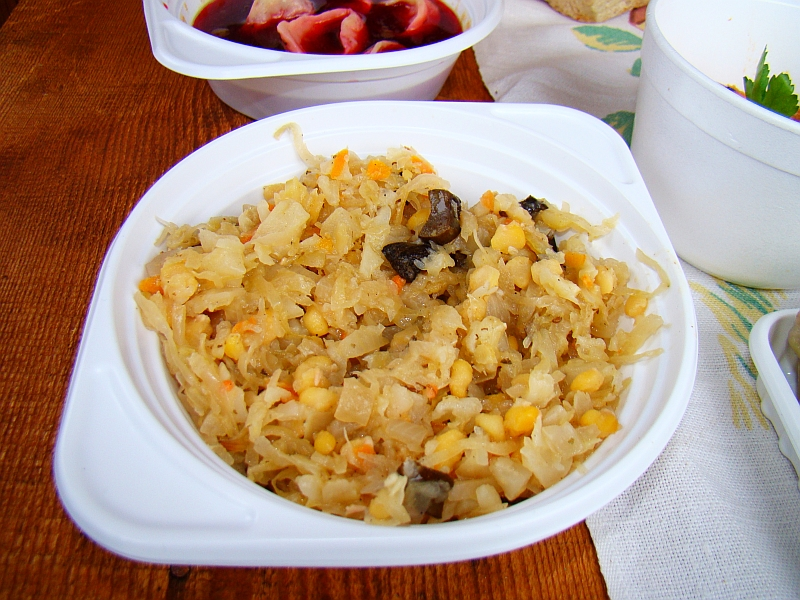
Kapusta z grochem

Podstawowym składnikiem tej potrawy jest groch i (średnio kwaśna) kiszona kapusta. Łuskany groch (cały lub połówki) należy zalać wrzącą wodą i odstawić do namoczenia. Następnie gotować na małym ogniu, do chwili aż zmięknie, a według niektórych  przepisów aż nawet zacznie się częściowo rozpadać. Po przegotowaniu odcedzić groch, zależnie od przepisu przetrzeć przez sito, zmiksować lub pozostawić w całości. Kapustę posiekać, zalać wrzącą wodą i gotować na małym ogniu z dodatkiem liści laurowych i ziarenek ziela angielskiego. Gdy kapusta zmięknie, należy dodać do niej groch i wymieszać. Do smaku można dodać posiekaną cebulę, wcześniej zeszkloną na oleju. Wielkopolska „ciupka z grochem” nawet jako potrawa wigilijna zawiera zamiast oleju słoninę, na której z cebuli i dodatku mąki pszennej sporządza się zasmażkę dodawaną do kapusty.
Przyprawy jakie dodaje się do grochu z kapustą to: sól, pieprz, majeranek  lub kminek. Po przyprawieniu potrawy należy ją zagotować i odstawić na noc w chłodne miejsce. Groch z kapustą najlepiej smakuje drugiego lub trzeciego dnia po przygotowaniu.